# Qonitah Ikhtiar Syakuroh
Qonitah Ikhtiar Syakuroh (25 de marzo de 2001) es una deportista indonesia que compite en bádminton adaptado. Ganó una medalla de plata en los Juegos Paralímpicos de París 2024, en la prueba individual (clase SL3).

## Palmarés internacional
| Juegos Paralímpicos | Juegos Paralímpicos | Juegos Paralímpicos | Juegos Paralímpicos |
| Año                 | Lugar               | Medalla             | Prueba              |
| ------------------- | ------------------- | ------------------- | ------------------- |
| 2024                | París (Francia)     | Medalla de plata    | Individual SL3      |